# Schoritzer Wiek

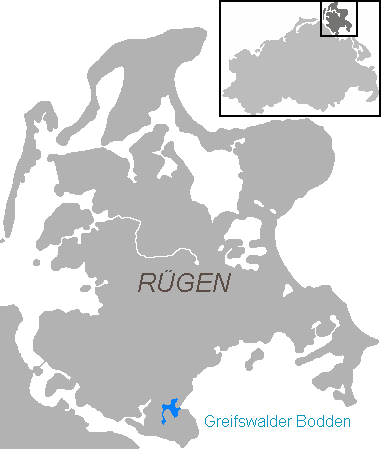
Lage der Schoritzer Wiek

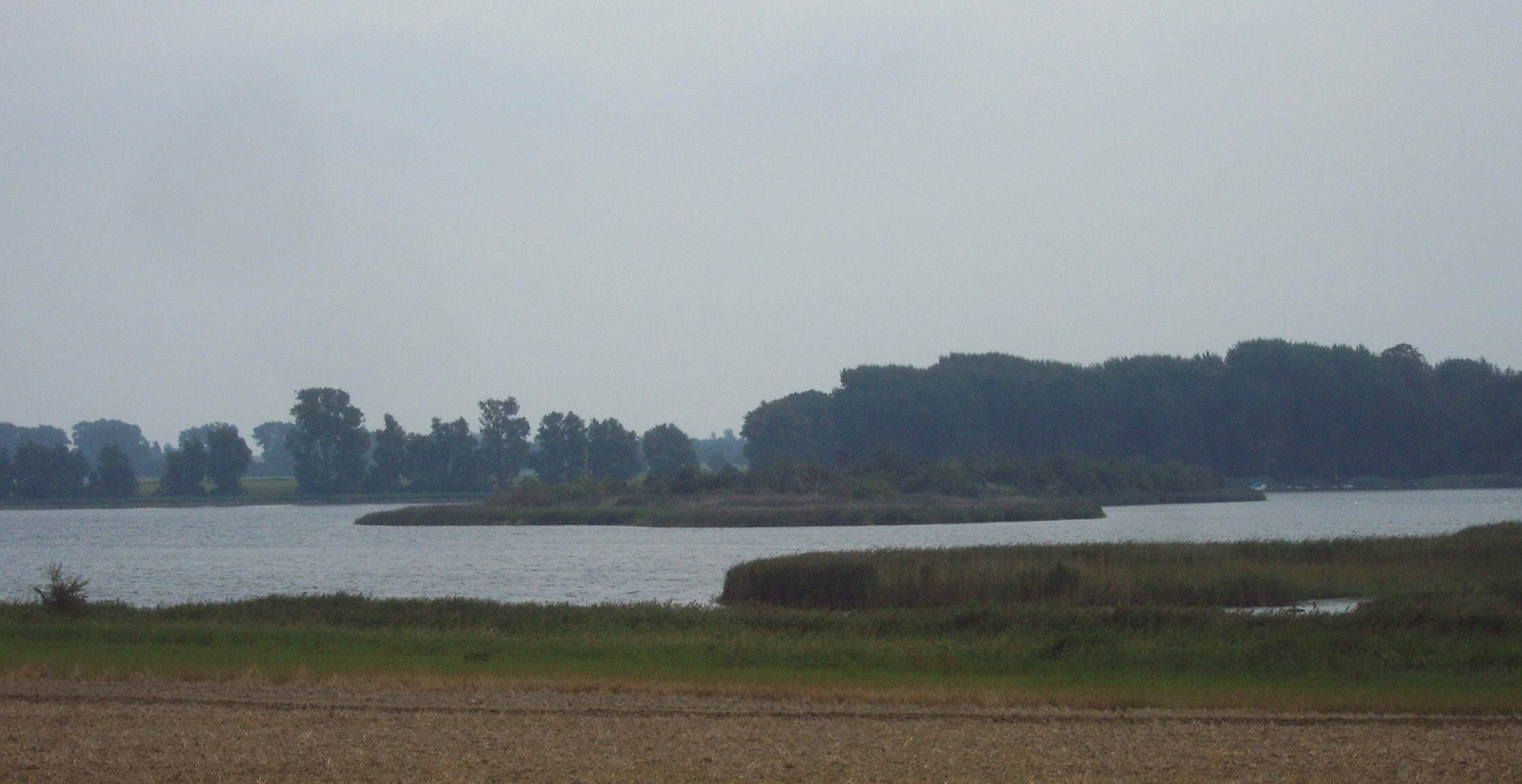
Der Südteil der Schoritzer Wiek mit der Insel Tollow

Die Schoritzer Wiek ist eine lagunenartige Bucht im Nordwesten des Rügischen Boddens, die tief in die Halbinsel Zudar, den Südzipfel Rügens, einschneidet.
Die stark gegliederte Bucht ist ungefähr drei Kilometer lang und breit bei einer Fläche von etwa 5 km² und öffnet in Richtung Osten zum Rügischen Bodden, dem Nordteil des Greifswalder Boddens. In der Öffnung liegt die kleine Insel Ruschbrink. Die Schoritzer Wiek ist sehr flach, die tiefsten Stellen liegen bei knapp vier Metern. Im Süden und Westen wird die Bucht durch die Halbinsel Zudar, im Norden durch die Insel Rügen und im Osten durch die Halbinsel Silmenitzer Heide begrenzt. Im Südteil bei Zudar befindet sich die kleine Insel Tollow.
An der Bucht selbst liegen die Ortschaften Zudar, Groß Schoritz, Silmenitz und Poppelvitz. Große Teile der Bucht, vor allem im Osten, sind Bestandteil des Naturschutzgebietes Schoritzer Wiek.
Die Schoritzer Wiek wird durch Berufsfischer aus Zudar genutzt, ist aber sonst für den Schiffsverkehr gesperrt.